# 1464 a tudományban
Az 1464 év a tudományban és a technikában.

## Halálozások
- Nicolaus Cusanus csillagász, matematikus (* 1401).